# St-Pantaléon (Gueberschwihr)

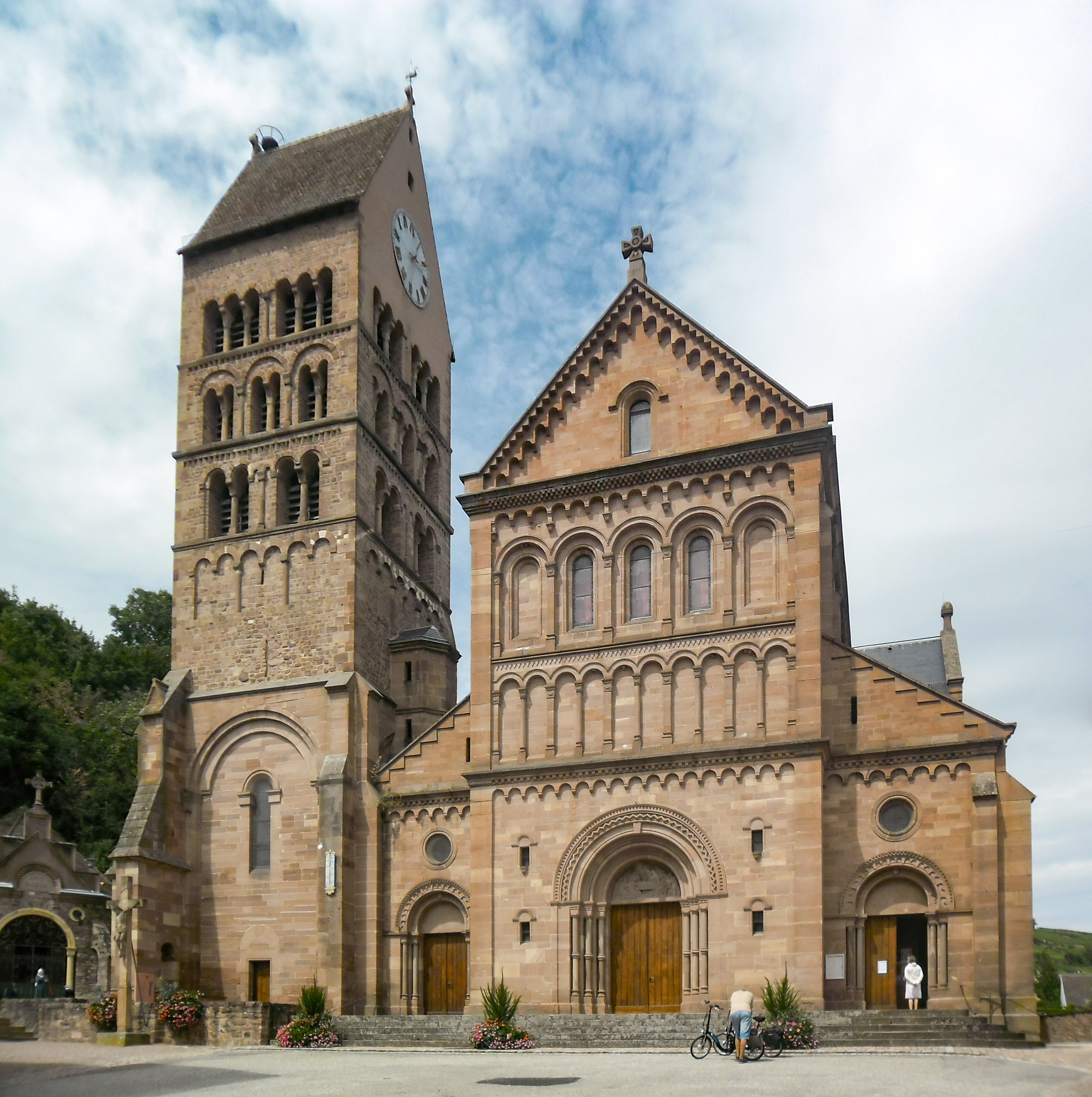
Sankt-Pantaleon in Gueberschwihr mit romanischem Glockenturm und neuromanischer Fassade

Die römisch-katholische Kirche Saint-Pantaléon ist ein neoromanischer Sakralbau der elsässischen Spätromanik aus dem Jahr 1882 in der Gemeinde Gueberschwihr im Département Haut-Rhin in der Region Grand Est (bis 2015 Elsass) an der Romanischen Straße, auch „Route Romane d’Alsace“ genannt. Die Kirche trägt das Patrozinium des hl. Pantaleon. Von der mittelalterlichen romanischen Vorgängerkirche ist nur noch der Turm erhalten und steht seit 1841 unter Denkmalschutz.

## Mittelalterliche Kirche
Die romanische Kirche des ersten Drittels des 12. Jahrhunderts wurde vom Ritter Burkhard von Gueberschwihr, dem Gründer der Abtei von Marbach, in Auftrag gegeben und war ursprünglich St. Himera, dem ersten Abt in der Tradition von Sigismundzell (Benediktinerabtei, die zum Bistum Straßburg gehörte) gewidmet. Sie stand an einer alten christlichen Kultstätte, was an den wenigen erhaltenen Sarkophagen aus der Merowinger- und fränkischen Zeit auf dem alten Friedhof rund um die Kirche erkennbar ist. Hinter der Kirche befinden sich noch Reste von der Kapelle Saint-Michel, in der die Gebeine der Toten aufbewahrt wurden.
Mitte des 14. Jahrhunderts, zur Zeit der großen Pest, wurde das Bauwerk St. Pantaleon umgewidmet. 1394 wurde die neue große Glocke geweiht.
Von Anfang an wurde die Kirche von Gueberschwihr reich ausgestattet. Vor der Revolution besaß sie fast 4 ha Rebfläche.

## Neubau aus dem 19. Jahrhundert

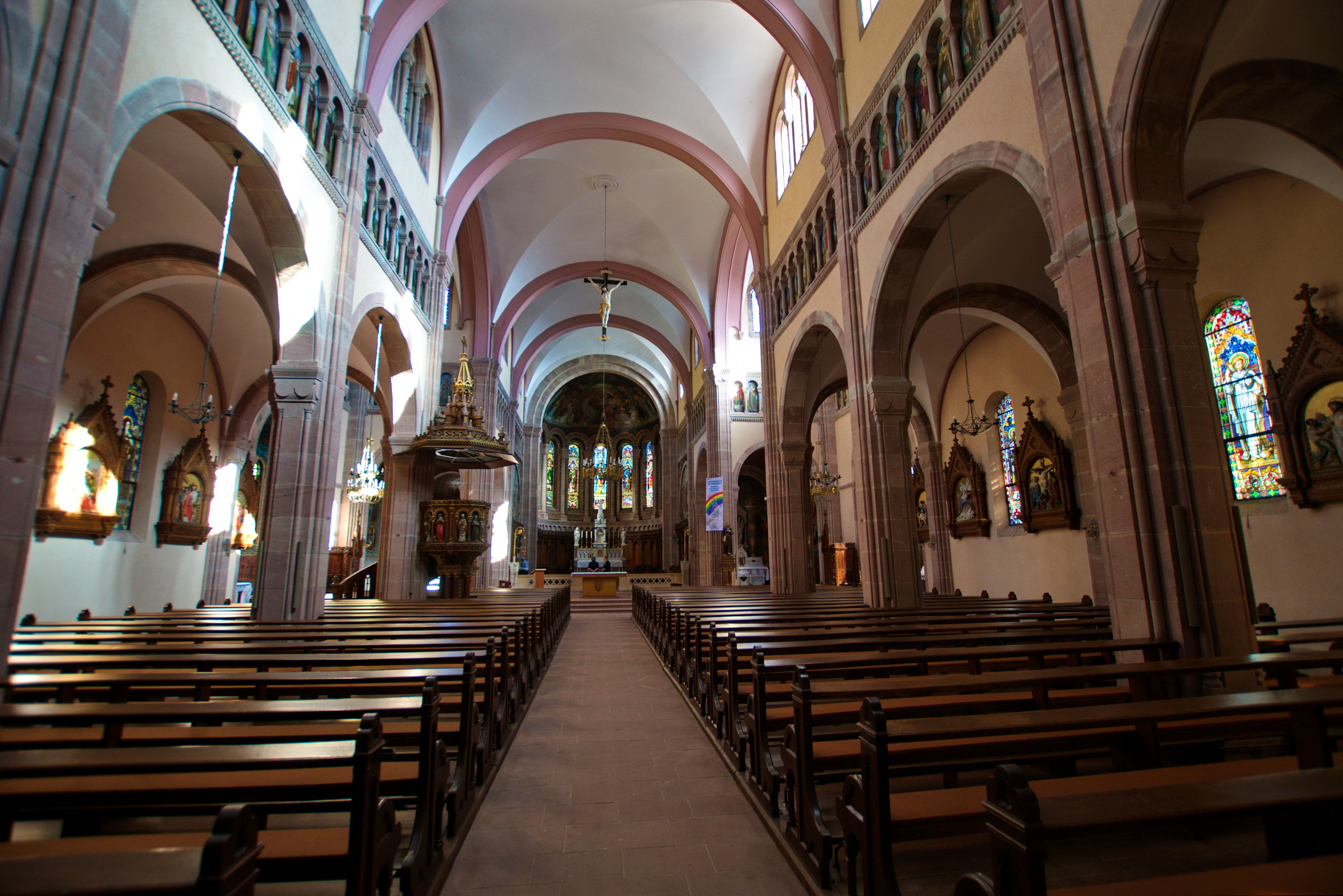
Innenansicht nach Osten

Im späten 18. Jahrhundert erwies sich die alte romanische Kirche als zu klein aufgrund der Zunahme der Bevölkerung. Im Jahre 1835 begannen die Erweiterungsarbeiten unter der Leitung des Architekten Pétin aus Kientzheim, als deren Ergebnis sich bald gefährliche Risse an dem neuen Gebäude zeigten.
1863 beschloss die Präfektur den notwendigen Abriss des gesamten Gebäudes, mit Ausnahme des Glockenturms, der konsolidiert wurde.
Von 1874 bis 1878 wurde die Kirche von dem Architekten Jean-Baptiste Schacre im neoromanischen Stil neu entworfen, jedoch mit einem größeren Kirchenschiff.
Das derzeitige Kirchengebäude im neoromanischen Stil datiert aus dem Jahr 1882. Leicht zur Seite hin versetzt wieder neu erbaut, macht es aus dem romanischen Turm einen freistehenden Campanile.

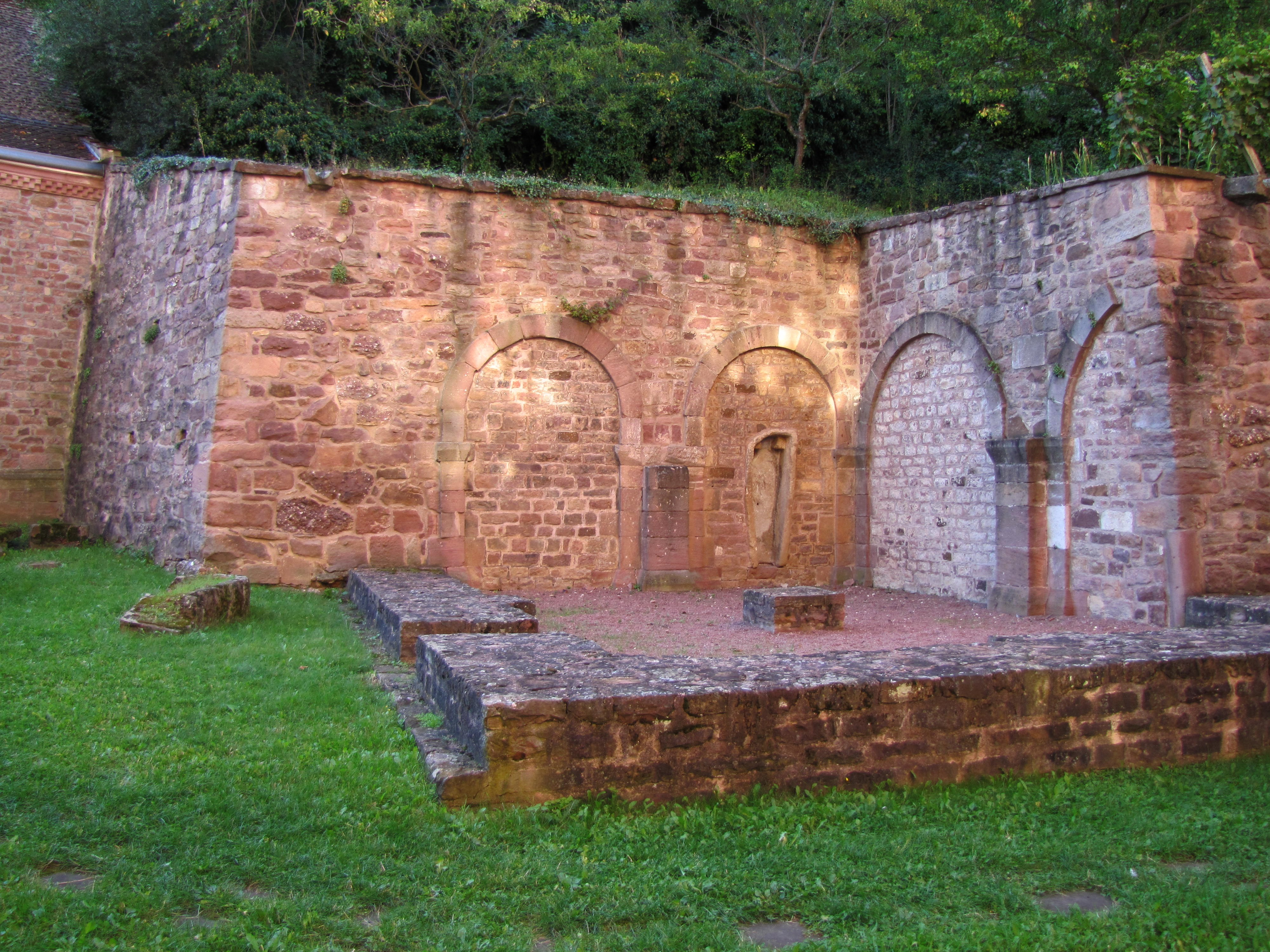
Reste des mittelalterlichen Friedhofs und Kreuzgangs

## Mittelalterlicher Kirchturm
Nur der 36 Meter hohe Glockenturm von 1130 mit typischem Elsässer Satteldach, kräftigen Gesimsen, Rundbogen- und Diamantfriesen und Blendarkaden ist von dem originalen romanischen Gebäude noch vorhanden, das im 12. Jahrhundert wurde. Ursprünglich war er der Vierungsturm der im 12. Jahrhundert erbauten Kirche. 
Seine oberen vier Etagen sind besonders gut aufeinander abgestimmt: Dort vermehren sich von Etage zu Etage die Fensternischen in sich steigerndem Rhythmus – blinde Mauerbögen wechseln zu paarigen, schließlich zu dreiteiligen offenen Fensterbögen. Die Konstruktion dieses Turms – auch sein typisch elsässisches Satteldach – erinnert an ähnliche Turmbauten in Meyenheim, Murbach, Soultzmatt u. a.